# دوقية أولدنبورغ
دوقية أولدنبورغ (بالألمانية: Herzogtum Oldenburg) دولة كانت تقع بالقرب من مصب نهر فيسر في الشمال الغربي من ألمانيا الحالية، سـُميت نسبة لعاصمتها مدينة أولدنبورغ. استمرت أولدنبورغ بالوجود من عام 1180 حتى عام 1810 عندما ضمتها الإمبراطورية الفرنسية الأولى. وصلت أسرة آل أولدنبورغ الحاكمة لها أيضاً لحكم الدنمارك والنرويج والسويد واليونان وروسيا، ومن المرجح أن يصبح الخط الأصغر في فرع اليوناني من خلال الأمير فيليب دوق إدنبرة ورثة عرشي المملكة المتحدة والكومنولث الملكي بعد وفاة أو تنازل الملكة إليزابيث الثانية.